# Rotscheitel-Zweigtimalie
Die Rotscheitel-Zweigtimalie (Malacopteron magnum), auch Große Zweigtimalie genannt, ist ein 15 Zentimeter großer Singvogel aus der Familie der Timalien.

## Aussehen
Diese Tiere haben einen rotbraune Stirn und einen schwarzen Nacken. Der Bauch und die Kehle sind grau bis weiß. Die Beine, der obere Schnabelteil und der Nacken sind schwarz, der untere Schnabel ist grau. Die Flügel und der Schwanz sind braun. Männchen und Weibchen unterscheiden im Gefieder nicht voneinander.

## Verbreitung und  Lebensweise
Diese Art kommt auf der Malaysischen Halbinsel und den Inseln Sumatra und Borneo vor. Dort bewohnt die Rotscheitel-Zweigtimalie meist die oberen Etagen der Tieflandregenwälder, nur sehr selten ist sie am Erdboden anzutreffen. Sie ernährt sich von Insekten wie Käfern und Heuschrecken, daneben werden auch Pflanzensamen vertilgt.

## Fortpflanzung
Das napfförmige Nest, das im Bäumen angelegt wird, besteht aus Zweigen und anderen Pflanzenteilen und wird mit Schwammfasern ausgekleidet. Das Gelege des Weibchens besteht aus zwei Eiern. Die Brutdauer beträgt bis zu zwei Wochen, danach verbleiben die Jungen noch weitere zwei Wochen im Nest.

## Gefährdung und Schutzmaßnahmen
Aufgrund des Schwundes ihres Lebensraumes durch illegale Waldrodungen und Waldbrände wird sie von der IUCN als potentiell gefährdet (Near Threatened) eingestuft. Zum Schutz der Art laufen wissenschaftliche Studien in ihrem Lebensraum, um geeinigte Maßnahmen ergreifen zu können.